# Plaza Clucellas
Plaza Clucellas é uma comuna da Argentina localizada no departamento de Castellanos, província de Santa Fé.